# Parcul Național Wood-Buffalo
Parcul Național Wood-Buffalo a fost declarat ca atare în anul 1922 și se află  la granița dintre provinciile Alberta și Teritoriile de Nordvest din Canada. Parcul se întinde pe o suprafață de 44.802 km², fiind unul dintre cele mai mari parcuri din Canada. În anul 1983 el a fost declarat patrimoniu mondial UNESCO.

## Date geografice
Parcul este delimitat la est de râurile Athabasca River și Slave River, iar spre vest de Peace River. În sudul parcului se află lacul Athabasca. Râurile Athabaska și Peace formează o deltă largă care este un adevărat labirint de ape curgătoare și lacuri într-o regiune mlăștinoasă care se întinde pe o suprafață de 300 de km2. În rest, teritoriul parcului este acoperit de păduri de conifere și un amestec de conifere și foioase. În sud-vest se află localitatea Fort Smith și o regiune cu zăcămintele cele mai importante de gips din America de Nord. Pe teritoriul parcului se află și formațiuni carstice reprezentate prin peșteri, izvoare carstice și doline numeroase.

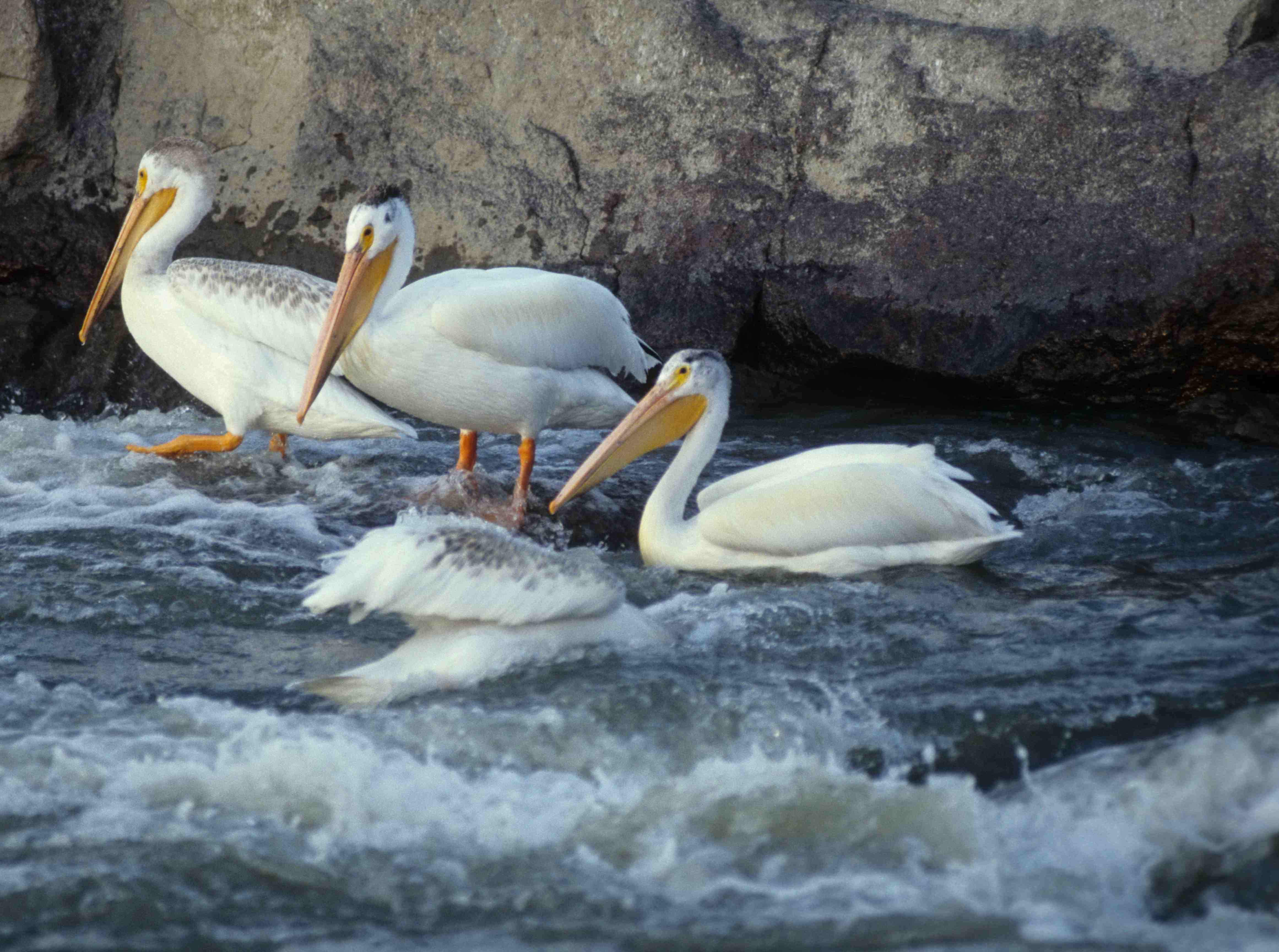
Pelicani

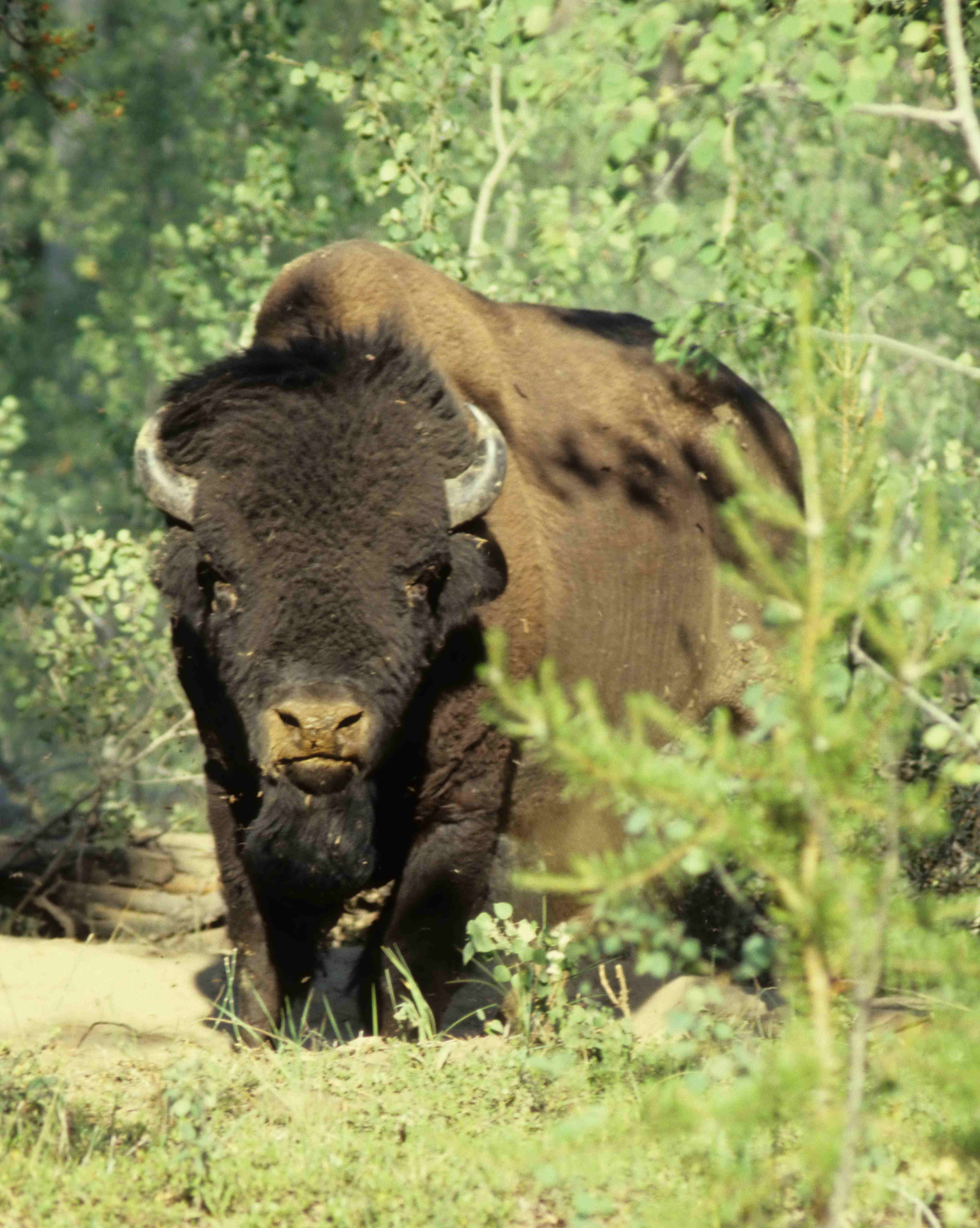
Bizon

## Clima
Cu toate că parcul este într-o zonă cu climă rece unde solul la o anumită adâncime rămâne permanent înghețat, în lunile de vară iulie și august este foarte cald și uscat.

## Flora și fauna
Flora este reprezentată prin păduri mixte de conifere și foioase. Mai cresc și plante tipice pentru solul sărat, sau regiuni de prerie ca și ținuturi cu  smârcuri.
Fauna parcului este compusă din cel puțin 300 de specii de animale, dintre care 250 de specii de păsări, dintre care mii de păsări călătoare care fac popas în drumul lor spre sud. Aici pe valea lui Slave River sunt ultimele locuri de cuibărit a cocorului american (Grus americana) care este pe cale de dispariție. Tot aici se află colonia cea mai nordică de pelicani (Pelecanus erythrorhynchos), sau printre ultimele locuri unde mai trăiește bizonul de pădure (Bison bison athabascae), animal protejat din care în prezent mai există 6000 de exemplare. În regiunea parcului trăiesc haite de lupi, ursul negru, ursul brun, grizzly, râsul, elanul, vulpea polară (Alopex lagopus), marmota și castorul.